# 第81回天皇杯全日本サッカー選手権大会
第81回天皇杯全日本サッカー選手権大会（だい81かい てんのうはいぜんにほんさっかーせんしゅけんたいかい）は、2001年（平成13年）11月25日から2002年（平成14年）1月1日まで開催された天皇杯全日本サッカー選手権大会である。
この大会は清水エスパルスが初優勝。

## 概要
- 1回戦で横浜FCが埼玉SCに14-0で勝利したが、1958年の第38回天皇杯1回戦で関学クラブ対南部蹴球団戦で記録した18-0に次ぐ、1試合でのチーム最多得点・最多得点差・合計最多得点試合の各部門で2位の本大会記録となっている。
- 決勝は清水エスパルスとセレッソ大阪が対戦し、2大会連続3度目の決勝進出だった清水がマルセロ・バロン・ポランクジックのVゴールで初優勝を果たした。天皇杯決勝でのVゴール決着は前回の第80回に続く2度目で、その後にVゴール方式が廃止されたために最後となった。

## スケジュール
| 1回戦    | 11月25日      | 都道府県代表、J2、JFL、大学、ユースチームの出場 |
| 2回戦    | 12月2日       |                                                 |
| 3回戦    | 12月9日・12日 | J1チーム16チームの出場                          |
| 4回戦    | 12月16日      |                                                 |
| 準々決勝 | 12月24日      |                                                 |
| 準決勝   | 12月29日      |                                                 |
| 決勝     | 2002年1月1日  | 国立霞ヶ丘競技場陸上競技場                      |

## 出場チーム

### Jリーグ ディビジョン1
- コンサドーレ札幌（21回目）
- 鹿島アントラーズ（18回目）
- 浦和レッドダイヤモンズ（37回目）
- ジェフユナイテッド市原（37回目）
- 柏レイソル（34回目）
- FC東京（8回目）
- 東京ヴェルディ1969（27回目）
- 横浜F・マリノス（24回目）[1]

- 清水エスパルス（10回目）
- ジュビロ磐田（25回目）
- 名古屋グランパスエイト（25回目）[2]
- ガンバ大阪（21回目）
- セレッソ大阪（33回目）
- ヴィッセル神戸（15回目）
- サンフレッチェ広島F.C（50回目）
- アビスパ福岡（10回目）

### Jリーグ ディビジョン2
- ベガルタ仙台（8回目）
- モンテディオ山形（10回目）
- 水戸ホーリーホック（6回目）
- 大宮アルディージャ（7回目）
- 川崎フロンターレ（18回目）
- 横浜FC（3回目）

- 湘南ベルマーレ（30回目）
- ヴァンフォーレ甲府（10回目）
- アルビレックス新潟（10回目）
- 京都パープルサンガ（19回目）
- サガン鳥栖（10回目）[3]
- 大分トリニータ（6回目）

### JFL
- 佐川急便SC（初出場）
- 本田技研（26回目）

### 大学
- 駒澤大学（8回目）
- 阪南大学（7回目）

### 2種
- 国見高校（3回目）

### 都道府県代表
- 北海道 道都大学（4回目）
- 青森県 アステール青森FC（3回目）
- 岩手県 盛岡ゼブラ（3回目）
- 宮城県 ソニー仙台FC（5回目）
- 秋田県 秋田商業高校（初出場）
- 山形県 山形FC（4回目）
- 福島県 FCプリメーロ（5回目）
- 茨城県 流通経済大学（初出場）
- 栃木県 栃木SC（4回目）
- 群馬県 群馬FCフォルトナ（2回目）
- 埼玉県 埼玉SC（3回目）
- 千葉県 順天堂大学（10回目）
- 東京都 法政大学（11回目）
- 神奈川県 東海大学（6回目）
- 山梨県 韮崎アストロス（7回目）
- 長野県 大原学園JaSRA（初出場）
- 新潟県 アップルスポーツカレッジFC（2回目）
- 富山県 アローズ北陸（6回目）
- 石川県 テイヘンズFC（8回目）
- 福井県 福井工業大学（初出場）
- 静岡県 ジヤトコ・TT（5回目）
- 愛知県 デンソー（9回目）
- 三重県 マインドハウスTC（5回目）
- 岐阜県 岐阜工業高校（3回目）

- 滋賀県 マッチーズFC（初出場）
- 京都府 FC KYOKEN京都（3回目）
- 大阪府 大阪体育大学（10回目）
- 兵庫県 関西学院大学（16回目）[4]
- 奈良県 奈良産業大学（3回目）
- 和歌山県 海南FC（初出場）
- 鳥取県 SC鳥取（4回目）
- 島根県 石見FC（5回目）
- 岡山県 吉備国際大学（2回目）
- 広島県 福山大学（2回目）
- 山口県 山口県サッカー教員団（4回目）
- 徳島県 大塚製薬（13回目）
- 香川県 サンライフFC（6回目）
- 愛媛県 愛媛FC（3回目）
- 高知県 高知大学（7回目）
- 福岡県 福岡大学（21回目）
- 佐賀県 佐賀楠葉クラブ（初出場）
- 長崎県 長崎大学（初出場）
- 熊本県 NTT西日本熊本（2回目）
- 大分県 新日鐵大分（4回目）
- 宮崎県 ホンダロック（3回目）
- 鹿児島県 ヴォルカ鹿児島（2回目）
- 沖縄県 沖縄かりゆしFC（初出場）

## 試合

### 1回戦
- 大原学園JaSRA 1－3 駒澤大学（松本）
- 順天堂大学 3－4 佐川急便SC（鴨川）
- サンライフFC 0－4 国見高校（香川）
- 佐賀楠葉クラブ 1－0 吉備国際大学（岡山）
- 東海大学 2－0 大宮アルディージャ（大和）
- 沖縄かりゆしFC 1－2 大分トリニータ（沖縄）
- 長崎大学 1－3 新日鐵大分（長崎）
- SC鳥取 1－0 アップルスポーツカレッジFC（鳥取）
- 埼玉SC 0－14 横浜FC（大宮）
- マッチーズFC 0－7 湘南ベルマーレ（皇子山）
- NTT西日本熊本 3－1 山形FC（水前寺）
- ソニー仙台 0－1 奈良産業大学（仙台）
- 関西学院大学 0－5 川崎フロンターレ（加古川）
- 福岡大学 1－1（1PK3） サガン鳥栖（博多陸）
- 法政大学 1－0 ホンダロック（西が丘）
- 石見FC 0－4 ジヤトコ・TT（松江）

- 岐阜工業高校 1－7 水戸ホーリーホック（長良川球）
- 大阪体育大学 0－4 ヴァンフォーレ甲府（高槻萩谷）
- デンソー 4－2 秋田商業高校（港）
- アローズ北陸 2－1 道都大学（富山岩瀬）
- マインドハウスT.C 1－3 アルビレックス新潟（鈴鹿）
- ヴォルカ鹿児島 2－3 モンテディオ山形（鴨池）
- 栃木SC 3－1 福井工業大学（栃木）
- 愛媛FC 3－2 福山大学（愛媛）
- FCプリメーロ 0－4 ベガルタ仙台（福島あずま）
- 韮崎アストロス 0－4 京都パープルサンガ（山梨小瀬）
- FC KYOKEN京都 4－0 盛岡ゼブラ（西京極）
- 群馬FCフォルトナ 6－1 アステール青森（群馬）
- 高知大学 0－1 本田技研（高知）
- 流通経済大学 3－1 阪南大学（ひたちなか）
- 海南FC 1－1（4PK2） テイヘンズFC（橋本）
- 山口教員団 0－8 大塚製薬（山口）

### 2回戦
- 駒澤大学 4－1 国見高校（福山）
- 佐川急便SC 10－0 佐賀楠葉クラブ（西が丘）
- 東海大学 4v－3 新日鐵大分（大宮）
- 大分トリニータ 2－1 SC鳥取（大分）
- 横浜FC 5－0 NTT西日本熊本（三ツ沢）
- 湘南ベルマーレ 0－0（3PK4） 奈良産業大学（平塚）
- 川崎フロンターレ 1－0 法政大学（栃木）
- サガン鳥栖 1－0 ジヤトコ・TT（鳥栖）

- 水戸ホーリーホック 1－0 デンソー（ひたちなか）
- ヴァンフォーレ甲府 1－0 アローズ北陸（山梨小瀬）
- アルビレックス新潟 2－1 栃木SC（新潟）
- モンテディオ山形 1－0 愛媛FC（いわき）
- ベガルタ仙台 4－1 FC KYOKEN京都（仙台）
- 京都パープルサンガ 3－0 群馬FCフォルトナ（西京極）
- 本田技研 6－0 海南FC（都田）
- 流通経済大学 2－3 大塚製薬（鳴門）

### 3回戦
- ジュビロ磐田 3v－2 駒澤大学（磐田）
- 名古屋グランパスエイト 0－4 佐川急便SC（瑞穂）
- 東京ヴェルディ1969 2－0 東海大学（西が丘）
- セレッソ大阪 3v－2 大分トリニータ（長居2）
- FC東京 0－1 横浜FC（東京ス）
- 鹿島アントラーズ 6－0 奈良産業大学（カシマ）
- コンサドーレ札幌 2－3v 川崎フロンターレ（富山）
- 柏レイソル 1－2 サガン鳥栖（柏）

- ガンバ大阪 5－0 水戸ホーリーホック（万博）
- 浦和レッズ 2－0 ヴァンフォーレ甲府（大宮）
- アビスパ福岡 2－3v アルビレックス新潟（博多球）
- ヴィッセル神戸 1－0 モンテディオ山形（神戸ユ）
- サンフレッチェ広島 1－0 ベガルタ仙台（広島ス）
- 横浜F・マリノス 0－1 京都パープルサンガ（三ツ沢）
- 清水エスパルス 2－1 本田技研（日本平）
- ジェフユナイテッド市原 5－0 大塚製薬（市原）

### 4回戦
- ジュビロ磐田 1－3 東京ヴェルディ1969（熊本）
- 佐川急便SC 0－2 セレッソ大阪（豊田）
- 横浜FC 1－3 川崎フロンターレ（鳴門）
- 鹿島アントラーズ 6－0 サガン鳥栖（愛媛）

- ガンバ大阪 1－0 アルビレックス新潟（鳥取）
- 浦和レッズ 4－1 ヴィッセル神戸（西京極）
- サンフレッチェ広島 0－4 清水エスパルス（日本平）
- 京都パープルサンガ 0－4 ジェフユナイテッド市原（長崎）

### 準々決勝
- 東京ヴェルディ1969 0－3 川崎フロンターレ（東京スタジアム）
- セレッソ大阪 4－2 鹿島アントラーズ（長居スタジアム）

- ガンバ大阪 0－2 清水エスパルス（香川県立丸亀競技場）
- 浦和レッズ 2－1 ジェフユナイテッド市原（仙台スタジアム）

### 準決勝
- 川崎フロンターレ 1－2 清水エスパルス（神戸ウイングスタジアム）
- 浦和レッズ 0－1 セレッソ大阪（埼玉スタジアム2002）

### 決勝
| 2002年1月1日 13:31 |

| 清水エスパルス                                                                  | 3v－2 | セレッソ大阪                |
| 三都主アレサンドロ 20分 · 森岡隆三 69分 · マルセロ・バロン・ポランクジック 97分 |       | 森島寛晃 80分 · 尹晶煥 89分 |

| 国立霞ヶ丘競技場陸上競技場 観客数: 46,728人 主審: 上川徹 |